# Steele (Missouri)
Steele – miasto w Stanach Zjednoczonych, w stanie Missouri, w hrabstwie Pemiscot.